# Batalha de Isly
A Batalha de Isly foi travada em 14 de agosto de 1844 entre a França e Marrocos, perto do Rio Isly. As forças francesas, comandadas pelo marechal Thomas Robert Bugeaud derrotaram uma força marroquina muito maior, mas mal organizada, comandada Maomé, filho do sultão Abderramão. Bugeaud, tentando completar a conquista francesa da Argélia, instigou a batalha sem declarar a guerra, a fim de forçar as negociações sobre o apoio marroquino ao líder da resistência argelina Abd el-Kader, para obter termos favoráveis aos franceses.
Bugeaud, que recuperou a tenda e o guarda-sol do comandante marroquino (o equivalente a capturar um estandarte militar numa guerra Europeia), foi nomeado Duque de Isly pela sua vitória.
No dia seguinte à batalha, o Bombardeio de Mogador começou.